# Carinerland
Carinerland település Németországban, Mecklenburg-Elő-Pomeránia tartományban. A községi kör (Amt) Neubukow-Salzhaff része.
Lakosainak száma 1281 fő (2023. december 31.).

## A település részei
- Alt Karin
- Bolland
- Danneborth
- Kamin
- Kirch Mulsow (2019-től)
- Klein Mulsow
- Krempin
- Moitin
- Neu Karin
- Ravensberg
- Zarfzow

## Népesség
A település népességének változása:
| Lakosok száma | 1224 | 1219 | 1176 | 1164 | 984  | 967  | 960  | 1235 | 1259 | 1281 |
|               | 2004 | 2006 | 2007 | 2009 | 2011 | 2012 | 2014 | 2019 | 2021 | 2023 |